# Stelletta crater
Stelletta crater är en svampdjursart som beskrevs av Arthur Dendy 1924. Stelletta crater ingår i släktet Stelletta och familjen Ancorinidae. Inga underarter finns listade i Catalogue of Life.